# Warnachar II.
Warnachar II. (* um 580; † 626/27 in Mâcon) war ein fränkischer Adliger und unter der Herrschaft der Merowinger von 613 bis zu seinem Tod Hausmeier von Burgund und ebenso von 613 bis 617 von Austrasien.

## Familie
Warnachar II. wurde um 580 im Gâtinais, vermutlich in Château-Landon, als Sohn des ersten burgundischen Hausmeiers Warnachar I. geboren.
Aus der ersten Ehe mit seiner namentlich nicht bekannten Frau stammten der Sohn Godinus sowie eine Tochter, die später den Dux von Neustroburgund, Arnebert, zum Gatten nahm. In zweiter Ehe war Warnachar II. mit Bertha verheiratet, die sich nach seinem Ableben mit ihrem Stiefsohn Godinus verband; diese kanonisch ungültige Ehe nahm König Chlotar II. zum Anlass, Godinus beseitigen zu lassen und die Hausmeier von Burgund als Machtfaktoren in der fränkischen Politik auszuschalten.

## Leben
In zwei Briefen des Papstes Gregor I. vom November 602 wird Warnachar II. namentlich als Vir illustris genannt. Er war daher als enger Vertrauter und Domesticus des burgundischen Königs Theuderich II. und der Regentin Brunichild mit der Verwaltung des Königshofes betraut. Theuderich ernannte ihn im Jahr 613 zum Majordomus von Burgund und noch im selben Jahr, nach des Königs Sieg über den austrasischen Herrscher, seinen älteren Bruder Theudebert II. in den Schlachten von Toul und Zülpich, zum Hausmeier von Austrasien.
Als Theuderich II. 613 völlig überraschend im Alter von nur 25 Jahren in Metz verstarb, ließ Brunichild ihren Urenkel, Sigibert II., umgehend zum König erheben. Sie befürchtete wohl, dass Chlothar II., König von Neustrien und der Onkel von Theuderich und Theuderbert, seine Neutralitätspolitik aufgeben würde und nach der Macht im gesamten Frankenreich strebte.
Unbemerkt von ihr hatte Warnachar II. mit anderen burgundischen Großen kurz nach dem Ableben Theuderichs bereits Kontakt zu Chlothar II. aufgenommen, um eine erneute Herrschaft Brunichilds und die damit einhergehende Stärkung der königlichen Zentralgewalt in Burgund zu verhindern; gleichzeitig verbündete sich der burgundische Adel mit den austrasischen Gegnern der Königin. Der Hauptgrund für den Pakt Warnachars mit dem neustrischen König, so die Chronik des Fredegar, war aber wohl ein abgefangenes Schreiben Brunichilds, in der die Regentin die Ermordung des burgundischen Hausmeiers befahl.
Als Chlothar II. noch im Jahr 613 mit einem Heer in Austrasien einfiel, kam es zum entscheidenden Kampf im austrasisch-neustrischen Grenzgebiet nordwestlich von Châlons-sur-Marne, der in Anwesenheit von Brunichild und Sigibert II. stattfand. Auf Befehl Warnachars verweigerte das burgundisch-austrasische Heer die Schlacht und zog sich kampflos in das Hinterland zurück. Der nun schutzlose König Sigibert II. wurde von den Truppen Chlothars II. erschlagen, während seiner Urgroßmutter die Flucht gelang. Brunichild wurde aber von Warnachar und anderen burgundischen Großen in der heutigen Romandie gestellt und nach Neustrien ausgeliefert, wo Chlothar II. sie erst foltern und dann von einem Pferd zu Tode schleifen ließ.
Warnachar II. blieb noch bis zur vollständigen Vereinigung der fränkischen Reichsteile zu einem geeinten Frankenreich im Jahr 617 Majordomus von Austrasien, wo er 616 den Mönch Amarinus dabei unterstützte, im heutigen Saint-Amarin das Doroangus genannte Kloster zu gründen. Alsbald zog er sich dann aber von diesem Amt zurück und wurde noch im selben Jahr von Chlothar II. auf Lebenszeit im Amt des Hausmeiers von Burgund bestätigt.
618 kam Warnachar II. neben den Hausmeiern von Neustrien und Austrasien, Gundoland und Chucus, eine Schlüsselrolle in dem Bestreben der Langobarden zu, sich der jährlichen Tributzahlungen an die Franken zu entledigen. Die genannten Hausmeier, die höchsten Amtsträger im Frankenreich, nahmen jeweils ein langobardisches Bestechungsgeld in Höhe von 1000 Solidi an und wirkten schließlich erfolgreich auf Chlothar II. ein, die Tributforderungen einzustellen.
Da sich Chlothar II. während seiner Regentschaft nur einmal in Burgund aufhielt, oblag die eigentliche Regentschaft seinem Hausmeier und verlieh diesem eine besondere Machtposition. Angesichts des Umstandes, dass Warnachar den König gegen dessen Willen dazu drängte, im Jahr 627 die Synode von Mâcon einzuberufen, welche das Ziel verfolgte, die Klagen der meisten burgundischen Bischöfe gegen Lehren und Regel des heiligen Columban von Luxeuil überprüfen zu lassen, ist davon auszugehen, dass es zwischen Chlothar und seinem Majordomus zu einem Zerwürfnis oder Machtkampf gekommen sein muss. In Abwesenheit des Königs, der nach dem Bericht des Fredegar große Sympathie für den heiligen Columban hegte, entschied die Synode im Sinne der Regula Columbani – dank der Fürsprache des Bischofs Donatus von Besançon, der als Spross der mächtigen Juraherzöge aus dem Haus der Waltriche den entsprechenden Einfluss seiner Familie hinter sich wusste, sowie der geschickten Argumentation des Eustasius, der als Abt von Luxeuil die columbanische Sache vertrat.
Kurz nach dem Ende der Synode verstarb Warnachar II. noch in Mâcon. Chlothar II. rief daraufhin eine Versammlung des burgundischen Adels in Troyes ein, um über die Nachfolge des Verstorbenen zu beraten. Die Großen Burgunds lehnten jedoch die Wahl eines Nachfolgers im Amt des Hausmeiers ab – dies und die Beseitigung von Warnachars II. Sohn, Godinus, hatte zur Folge, dass Burgund in den folgenden Jahrzehnten königsunmittelbar regiert wurde.